# 여왕의 집
《여왕의 집》은 2025년 4월 28일부터 방송 중인 KBS 2TV 일일 드라마이다.

## 줄거리
강재인은 YL 그룹의 디자인팀 최연소 리더이며 부유한 집안 출신이다. 그녀는 YL 그룹의 이사로 일하는 황기찬과 결혼했다. 그녀의 삶은 너무나 이상적이어서 많은 사람들의 부러움을 산다. 그럼에도 불구하고 강재인은 야심찬 남편 황기찬과는 달리 평범하고 소박한 삶을 꿈꾼다. 한 사건으로 인해 강재인의 삶은 완전히 바뀐다. 한편 김도윤은 뛰어난 흉부외과 의사이다. 그는 따뜻하고 여유로운 성격이지만 갑자기 소중한 사람을 잃고 복수를 맹세한다.

## 기획 의도
완벽한 삶을 송두리째 빼앗긴 여자의 치열한 인생 탈환 복수극! 상위 1%의 여자가 밑바닥에서 다시 피어나 진짜 ‘집’을 찾아간다 삶의 본질을 되찾기 위해 끝까지 싸워가는 퀴어 막장 스토리

## 방송 시간
| 방송 채널 | 방송 기간                                              | 방송 시간                  | 방송 분량 |
| --------- | ------------------------------------------------------ | -------------------------- | --------- |
| KBS 2TV   | 2025년 4월 28일 ~ 2025년 9월 19일 [1회~100회] (본방송) | 매주 평일 저녁 7:50 ~ 8:30 | 40분      |

## 제작
이 드라마는 내일도 맑음 (2018)과 황금 가면 (2022)을 쓴 김민주 작가가 집필하고, 홍석구와 홍은미가 공동 연출한다. 플라잉엔터테인먼트와 아센디오에서 제작한다.

## 제작진

### 제작사
- 아센디오
- 플라잉엔터테인먼트

### 극본
- 김민주

### 연출
- 홍석구
- 홍은미

## 등장 인물
- (†) 표시는 드라마 상에서 최종적으로 사망한 인물이다.

### 재인이네 가족
- 함은정 : 강재인/ 이금자(가명)/디자이너 L역 - 이 드라마의 여주인공. YL그룹 죽은 규철과 자영의 장녀. 미란의 조카. 승우의 이복누나. 기찬의 전처. 죽은 은호의 어머니. 유경과 세리의 친구. 세리의 라이벌.

YL그룹 디자인팀 팀장이었으나, 현재는 육아 휴직 중이다. 밝고 정의감 넘치는 성격으로, 부족함 없는 삶을 살았지만 평범하고 소박한 인생을 꿈꿨다. 그렇게 부모님의 반대에도 불구하고 사랑하는 남자와 결혼했지만… 재인에게 감당하지 못할 시련들이 찾아오기 시작한다. 이금자라는 가상에 인물로 YL그룹에 들어갔다.
- 이상숙 : 최자영 역 - 재인의 어머니이자 승우의 의붓어머니. 죽은 규철의 아내. 미술관 관장. 미란의 올케언니. 기찬의 전 장모. 죽은 은호의 외할머니. 숙자의 사돈.

예술 사업을 키워내는 뛰어난 능력과 패션 감각으로 유명하다. 자영에겐 재인이 전부였다. 재인이 자신과 같은 길만은 걷지 않기를 바랐다. 하지만 재인의 삶을 뒤흔들 커다란 사건을 목격하고 만다. 현재 치매를 앓고있다.
- 김현욱 : 강승우/정승우 역 - 재인의 이복남동생. 기찬의 전 이복처남. 죽은 은호의 이복외삼촌. 죽은 규철의 아들이자 자영의 의붓아들. 미란의 조카이자 친아들. YL그룹 기획팀 직원. 유경의 연인.

한량이지만 밝고 낙천적이고, 사람들과 잘 어울리는 훈남. 엄마 자영의 치마폭에서 애지중지 자랐다. 엄한 아버지 규철의 엄한 잔소리도 흘려들으며 살았는데… 마냥 평탄하게 살았던 승우의 삶도, 곧 끝날 위기에 처한다. 
정오성과 강미란의 아들
- 강경헌 : 강미란 역 (3회 ~ ) - 재인의 고모. 승우의 고모이자 생모. 죽은 은호의 외고모할머니. 죽은 규철의 여동생. 자영의 시누이. YL그룹 상무

미국 지사장으로 있다가 한국으로 10년만에 귀국했다. 미란은 한국에 올 때까지 전혀 몰랐다. YL그룹과 집안에 어떤 사건들이 터지게 될지. 그리고 잊고 있었던 사랑을 다시 만나게 될 줄도.
- 여시온 : 황은호 역 (†, 1회 ~ 26회) - 강재인과 황기찬의 아들이자 세리의 의붓아들. 지호의 의붓 형.

YL그룹의 귀여운 손주. 죽은 규철과 자영의 외손자. 숙자의 친손자. 25회 후반부에 세리의 뺑소니 교통사고 사주로 인해 재인이 보는 앞에서 차에 치여 사망.

### 기찬네 가족
- 박윤재 : 황기찬 역 - 이 드라마의 서브 남주인공이자 메인 빌런. 숙자의 작은 아들. 나라의 작은오빠. 죽은 기만의 동생. 재인(금자)의 전남편. 세리의 남편. 승우의 매형. 습격으로 죽은 규철과 자영의 전 사위. 죽은 은호의 아버지이자 지호의 의붓아버지. 전직 검사이자 YL그룹 회장.

YL그룹 가의 일원이 되기 위해 노력했지만, 가족이 될 수 없다는 걸 깨달은 순간… 충직한 데릴사위의 가면을 벗어버리고 YL그룹을 집어삼키려 한다.
- 이보희 : 노숙자 역 - 기찬과 기만, 나라의 어머니. 재인과 유경의 전 시어머니. 세리의 시어머니. 자영과 민준의 전 사돈. 죽은 은호의 친할머니이자 지호의 의붓할머니.

졸부지만 부티나는 척, 있어 보이는 척하려고 애쓴다. 하지만 무식함과 내키는 대로 지르는 언행 때문에 사람이 없어 보인다. 숙자에게 사람은 딱 두 부류다. 돈 있는 사람과 돈 없는 사람. 무슨 일이 있어도 돈 돈! 숙자 좌우명은 이거다. 돈에 죽고 돈에 산다.
- 강성민 : 황기만 역 - 기찬의 형. 재인과 세리의 전 아주버님. 나라의 큰오빠. 죽은 은호와 지호의 큰아빠. 유경의 전남편. 펀드매니저 출신 투자회사 대표. 민준의 전 사위.

허풍도 심하고 명예욕에 재물욕도 심하다. 자꾸만 주위 사람들에게 돈을 빌리며 새로운 한탕을 꿈꾸지만 매번 어김없이 실패만 거듭한다. 결국 무리한 투자로 인해 사채업자들에게 협박까지 당한다. 세리의 숨겨둔 비밀을 알게되자 세리에 의해 계단에 굴러 의식을 잃은 채 병원에 입원한 후에 깨어난다.
- 차민지 : 도유경 역 - 민준의 딸. 기만의 전아내. 숙자의 큰 며느리. 죽은 은호와 지호와 큰엄마. 재인과 세리의 전 형님. 재인과 세리의 친구. 한국대병원 가정의학과 의사. 나라의 큰 전 새언니. 승우의 연인.

미팅에서 적극적이었던 기만과 결혼했지만, 이는 두고두고 유경이 후회하게 된 섣부른 선택이었다. 험난한 시집살이에 하루하루 지쳐가지만 행여 아빠 민준이 알게 될까, 남들에게 어떻게 보일까 꾹꾹 마음을 억누르며 버텨왔는데… 마침내 유경이 참는 것에도 한계가 온다. 
- 전혜지 : 황나라 역 - 숙자의 딸. 기찬과 기만의 여동생. 죽은 은호와 지호의 고모.

재벌가에 시집가고 싶은 게 꿈인 속물 관종 철부지. 늘 카드는 한도 초과에 성형외과랑 마사지샵 다니느라 바쁘다. 우연히 마주친 도윤에게 첫눈에 반해 정신을 못 차린다.

### 도윤네 가족
- 서준영 : 김도윤 역 (2회 ~ ) - 이 드라마의 남주인공. 윤희의 아들. 죽은 도희의 오빠. 한국대병원 외과의. 보람의 외삼촌. 오성의 조카.

의대 수석을 놓친 적 없는 우수한 실력에 출중한 외모까지 겸비했다. 도윤에겐 늘 연애보다 가족이 먼저다. 죽은 아버지의 병간호로 고생하던 어머니와, 혼자 딸을 키우느라 고생하는 여동생 도희, 귀여운 조카 보람이까지. 도윤에게는 이 소중한 가족이 전부였는데… 이 가족이 송두리째 무너지는 사건이 벌어진다.
강세리와 황기찬이 진범이라는 사실을 알게된다
- 김애란 : 정윤희 역 (2회 ~ ) - 도윤과 죽은 도희의 어머니, 보람의 외할머니. 치킨가게 사장. 오성의 누나.

화재 사고로 남편을 잃은 안타까운 사연을 가지고 있다. 동생 오성과 자식들을 홀로 악착같이 치열하게 키워냈다. 이제 오성도 자식들도 잘 컸고, 장사도 잘 되니 더는 바랄 게 없다. 한숨 돌리고 마음 놓고 지내도 되겠다 싶었는데… 인생이 윤희를 가만두지 않는다.
- 김현균 : 정오성/패트릭정 역 (10회 ~ ) - 도윤과 죽은 도희의 외삼촌. 윤희의 남동생. 전직 항해사. 현 투자회사 대표.

누나와 조카들 일이라면 두 발 벗고 나서주는 든든한 지원군이다. 과거 잘 나갔던 후계사였다. 누나 윤희의 희생과 뒷바라지 덕이었다. 탄탄대로를 앞둔 오성을 바다로 떠나게 한 건… 그의 첫사랑이다. 평생 바다 위만 맴돌 줄 알았는데, 예상치 못한 일로 육지로 돌아온다. 강승우의 생부일 가능성이 높다
강세리와 황기찬이 진범이라는걸 알게되다
- 최설아 : 김보람 역 (2회 ~ ) - 죽은 도희의 딸. 도윤의 조카. 윤희의 외손녀.

어린 나이지만 밝고 당찬 성격의 유치원생. 도윤네 가족의 '종합비타민' 같은 존재로 모두의 사랑을 받고 자란다.

### 세리네 가족
- 이가령: 강세리(본명:강재인) 역 - 이 드라마의 서브 여주인공이자 메인 악녀 및 최종 보스. 재인과 유경의 고교 동창, YL그룹 디자이너. 기찬의 아내. 숙자의 두번째 며느리. 지호의 어머니.유경의 전동서.범죄자. 재인의 라이벌

강재인의 모든 것들이 부러웠다. 재인이 가진 배경, 재인의 집, 재인의 회사와 남편까지도… 재인을 향한 욕망과 질투심에 사로잡힌 세리는 결국… 돌이킬 수 없는 타락의 길로 달려가고 만다.
- 권율: 황지호 / 지지호 역 (16회 ~ ) - 세리의 아들이자 기찬의 의붓자식. 은호의 의붓동생  기만과 유경의 조카

밝고 명랑한 성격의 유아, 세리의 곁에서 자라며 어린 나이임에도 복잡한 어른들의 감정과 충돌 속에 놓인다.

### 유경네 가족
- 박찬환 : 도민준 역 - 유경의 아버지, 죽은 기만의 전 장인. 전직 YL그룹 상무. 현 치킨가게 종업원.

홀아비지만 유경에게 부끄럽지 않은 아빠가 되고 싶었다. 꽃보다 중년 그자체로, 스스로를 잘 가꾸고 관리하는 남자. 상무까지 막힘없이 승진하며 YL그룹에 젊음과 인생을 바쳤는데… 굳건했던 민준의 자리에 심상치 않은 위협이 들어온다.

### 그 외 인물
- 김미라 : 강세리 엄마 역 (6회, 25회, 49회) - 지호의 할머니. 성준의 전 장모. 과거 재인과 자영에게 무릎을 끓고 사과하였다. 세리의 욕망이 시작된 계기를 가지게 된 이유이다.

- 김용호 : 홍만수 역 - 사채업자

- 미상 : 박지수 역

- 최윤준 : YL그룹 대주주 역

- 미상 : 병원장 역

- 박하나 : 진짜 디자이너 L 역 / 이다영 역 (78회 ~) - 강재인의 복수를 돕게 되는 인물이다.

### 특별 출연
- 미람 : 김도희 역 (†, 1회 ~ 9회) - 윤희의 딸. 도윤의 여동생. 보람의 엄마. 오성의 외조카. YL그룹 전략기획팀 대리.

아닌 건 아니다 말하는 용기와 강단을 지닌 씩씩한 싱글맘. YL그룹에서는 한량 도련님 승우를 교육하느라 바쁘다. 우연히 회사 내부 비리를 발견한 후 골치 아픈 사건에 휘말리게 된다. 처음에 자영이 도희에게 겁을 주려 뺑소니 사고로 차에 치일 뻔하여 도희가 놀라 쓰러지다가 이내 다시 일어나 휴대폰을 주우려다 기찬으로 인해 뺑소니 교통사고로 차에 치여 사망한다.
- 남경읍 : 강규철 역 (†, 1회 ~ 16회) - 자영의 남편. 재인과 승우의 아버지. 기찬의 장인. 죽은 은호의 외할아버지. 미란의 오빠. YL그룹 회장.

신중한 성격만큼 표현은 많이 부족하지만, 아내와 자식들을 사랑하는 마음은 진심이다. 경영인으로서 타고난 사업 수완과 정직함을 갖췄다. 가족에게 닥친 일련의 사건으로 인해 믿었던 사위의 실체를 발견한다. YL그룹 회장실에서 기찬과 대화 도중 심장마비로 사망하였다.
- 안신우 : 구진상 역 (44회) - 국회의원, 강미란의 전 남편
- 김형자 : 미상
- 미상 : 산부인과 의사 역 (68회)
- 이창주 : 지성준 역 - 강세리의 전남편/지호의 친아빠 (73회 ~ 74회)

## 시청률
최저 시청률과 최고 시청률은 시청률 조사회사와 지역별로 시청률에 차이가 있을 수 있습니다.
| 2025년  | 2025년   | 2025년         | 2025년         | 2025년       |
| 회차    | 방송일   | TNMS 시청률    | AGB 시청률     | AGB 시청률   |
| 회차    | 방송일   | 대한민국(전국) | 대한민국(전국) | 서울(수도권) |
| ------- | -------- | -------------- | -------------- | ------------ |
| 제1회   | 4월 28일 | -              | 8.6%           | 7.4%         |
| 제2회   | 4월 29일 | -              | 7.8%           | 6.4%         |
| 제3회   | 4월 30일 | -              | 7.7%           | 6.5%         |
| 제4회   | 5월 1일  | -              | 8.2%           | 6.5%         |
| 제5회   | 5월 2일  | -              | 8.1%           | 6.7%         |
| 제6회   | 5월 5일  | -              | 7.4%           | 6.3%         |
| 제7회   | 5월 6일  | -              | 8.3%           | 6.6%         |
| 제8회   | 5월 7일  | -              | 8.1%           | 6.6%         |
| 제9회   | 5월 8일  | -              | 7.6%           | 6.5%         |
| 제10회  | 5월 9일  | -              | 8.2%           | 6.6%         |
| 제11회  | 5월 12일 | -              | 8.3%           | 7.1%         |
| 제12회  | 5월 13일 | -              | 7.9%           | 6.4%         |
| 제13회  | 5월 14일 | -              | 8.0%           | 6.3%         |
| 제14회  | 5월 15일 | -              | 8.2%           | 7.2%         |
| 제15회  | 5월 16일 | -              | 8.6%           | 6.9%         |
| 제16회  | 5월 19일 | -              | 8.3%           | 7.1%         |
| 제17회  | 5월 20일 | -              | 8.8%           | 7.1%         |
| 제18회  | 5월 21일 | -              | 8.6%           | 7.3%         |
| 제19회  | 5월 22일 | -              | 8.4%           | 6.7%         |
| 제20회  | 5월 23일 | -              | 8.0%           | 6.9%         |
| 제21회  | 5월 26일 | -              | 8.3%           | 7.1%         |
| 제22회  | 5월 27일 | -              | 8.7%           | 7.9%         |
| 제23회  | 5월 28일 | -              | 9.2%           | 7.3%         |
| 제24회  | 5월 29일 | -              | 8.7%           | 7.6%         |
| 제25회  | 5월 30일 | -              | 9.2%           | 8.0%         |
| 제26회  | 6월 2일  | -              | 9.6%           | 8.3%         |
| 제27회  | 6월 3일  | -              | 7.4%           | 6.3%         |
| 제28회  | 6월 4일  | -              | 8.9%           | 7.7%         |
| 제29회  | 6월 5일  | -              | 9.0%           | 8.0%         |
| 제30회  | 6월 6일  | -              | 7.1%           | 5.2%         |
| 제31회  | 6월 9일  | -              | 9.7%           | 8.5%         |
| 제32회  | 6월 10일 | -              | 9.1%           | 7.6%         |
| 제33회  | 6월 11일 | -              | 8.9%           | 7.4%         |
| 제34회  | 6월 12일 | -              | 8.8%           | 7.3%         |
| 제35회  | 6월 13일 | -              | 9.6%           | 8.0%         |
| 제36회  | 6월 16일 | -              | 9.6%           | 7.9%         |
| 제37회  | 6월 17일 | -              | 9.0%           | 7.7%         |
| 제38회  | 6월 18일 | -              | 9.3%           | 7.7%         |
| 제39회  | 6월 19일 | -              | 8.8%           | 7.3%         |
| 제40회  | 6월 20일 | -              | 9.5%           | 7.5%         |
| 제41회  | 6월 23일 | -              | 8.8%           | 7.7%         |
| 제42회  | 6월 24일 | -              | 9.8%           | 8.5%         |
| 제43회  | 6월 25일 | -              | 9.7%           | 8.6%         |
| 제44회  | 6월 26일 | -              | 8.6%           | 7.8%         |
| 제45회  | 6월 27일 | -              | 9.1%           | 7.8%         |
| 제46회  | 6월 30일 | -              | 9.1%           | 8.0%         |
| 제47회  | 7월 1일  | -              | 10.5%          | 9.1%         |
| 제48회  | 7월 2일  | -              | 9.7%           | 8.3%         |
| 제49회  | 7월 3일  | -              | 9.5%           | 8.4%         |
| 제50회  | 7월 4일  | -              | 10.3%          | 8.9%         |
| 제51회  | 7월 7일  | -              | 9.6%           | 8.4%         |
| 제52회  | 7월 8일  | -              | 10.1%          | 8.5%         |
| 제53회  | 7월 9일  | -              | 10.0%          | 8.4%         |
| 제54회  | 7월 10일 | -              | 9.5%           | 8.1%         |
| 제55회  | 7월 11일 | -              | 9.4%           | 8.1%         |
| 제56회  | 7월 14일 | -              | 10.5%          | 9.2%         |
| 제57회  | 7월 15일 | -              | 10.0%          | 8.2%         |
| 제58회  | 7월 16일 | -              | 10.3%          | 8.6%         |
| 제59회  | 7월 17일 | -              | 10.4%          | 8.6%         |
| 제60회  | 7월 18일 | -              | 9.8%           | 8.3%         |
| 제61회  | 7월 21일 | -              | 10.3%          | 9.2%         |
| 제62회  | 7월 22일 | -              | 10.3%          | 8.5%         |
| 제63회  | 7월 23일 | -              | 9.8%           | 8.2%         |
| 제64회  | 7월 24일 | -              | 10.4%          | 9.0%         |
| 제65회  | 7월 25일 | -              | 9.7%           | 8.3%         |
| 제66회  | 7월 28일 | -              | 9.8%           | 8.6%         |
| 제67회  | 7월 29일 | -              | 10.2%          | 8.9%         |
| 제68회  | 7월 30일 | -              | 10.5%          | 9.0%         |
| 제69회  | 7월 31일 | -              | 10.4%          | 9.1%         |
| 제70회  | 8월 1일  | -              | 10.7%          | 8.9%         |
| 제71회  | 8월 4일  | -              | 10.2%          | 8.5%         |
| 제72회  | 8월 6일  | -              | 10.3%          | 8.7%         |
| 제73회  | 8월 7일  | -              | 10.1%          | 9.0%         |
| 제74회  | 8월 8일  | -              | 9.8%           | 8.3%         |
| 제75회  | 8월 11일 | -              | 10.4%          | 8.3%         |
| 제76회  | 8월 13일 | -              | 10.6%          | 9.0%         |
| 제77회  | 8월 14일 | -              | 10.2%          | 8.9%         |
| 제78회  | 8월 18일 | -              | 11.1%          | -            |
| 제79회  | 8월 20일 | -              | 10.7%          | 8.7%         |
| 제80회  | 8월 21일 | -              | %              | %            |
| 제81회  | 8월 22일 | -              | %              | %            |
| 제82회  | 8월 25일 | -              | %              | %            |
| 제83회  | 8월 27일 | -              | %              | %            |
| 제84회  | 8월 28일 | -              | %              | %            |
| 제85회  | 8월 29일 | -              | %              | %            |
| 제86회  | 9월 1일  | -              | %              | %            |
| 제87회  | 9월 2일  | -              | %              | %            |
| 제88회  | 9월 3일  | -              | %              | %            |
| 제89회  | 9월 4일  | -              | %              | %            |
| 제90회  | 9월 5일  | -              | %              | %            |
| 제91회  | 9월 8일  | -              | %              | %            |
| 제92회  | 9월 9일  | -              | %              | %            |
| 제93회  | 9월 10일 | -              | %              | %            |
| 제94회  | 9월 11일 | -              | %              | %            |
| 제95회  | 9월 12일 | -              | %              | %            |
| 제96회  | 9월 15일 | -              | %              | %            |
| 제97회  | 9월 16일 | -              | %              | %            |
| 제98회  | 9월 17일 | -              | %              | %            |
| 제99회  | 9월 18일 | -              | %              | %            |
| 제100회 | 9월 19일 | -              | %              | %            |

## 결방 사유 및 편성 변경
- 2025년 6월 6일 : 2025 KBO 프로야구 《한화 이글스 VS KIA 타이거즈》 중계방송으로 인해 기존 시간에서 5분 늦은 7시 55분으로 편성 변경. (30회)[3]
- 2025년 8월 5일 : 2025 KBO 프로야구 《KIA 타이거즈 VS 롯데 자이언츠》 중계방송 편성으로 인한 결방.
- 2025년 8월 12일 : 2025 KBO 프로야구 《롯데 자이언츠 VS 한화 이글스》 중계방송 편성으로 인한 결방.
- 2025년 8월 15일 :《K-히어로, 트웰브 비긴즈》 편성으로 인한 결방.
- 2025년 8월 19일 : 2025 KBO 프로야구 《롯데 자이언츠 VS LG 트윈스》 중계방송 편성으로 인한 결방.
- 2025년 8월 26일 : 2025 KBO 프로야구 《한화 이글스 VS 키움 히어로즈》 중계방송 편성으로 인한 결방.

## OST
- Part.1 : 아이런 - 트라우마 (2025. 06.03 발매)[4]
- Part.2 : 숙희 - Sad Ending (2025. 06. 22 발매)
- Part.3 : 도핀 - 잘 자라 우리 아가 (2025. 06. 28 발매)
- Part.4 : 지세희 - 오랜 시간이 걸려도 (2025. 07. 06 발매)
- Part.5 : 이준호 - 그대 우는 날에 (2025. 07. 08 발매)
- Part.6 : 안예슬 - 나 혼자서 (2025.07.25 발매)
- Part.7 : 비비안 - 기억의 미로 (2025.07.31 발매)
- Part.8 : 여은 - 이 순간을 멈춰 (2025.08.03 발매)
- Part.9 : 길미 - 말해줄래 (2025.08.11 발매)
- Part.10 : 디케이소울 - 손을 흔들어보지만 (2025.08.14 발매)

## 참고 사항
- 서준영, 미람은 영화 《방 안의 코끼리》 이후 9년 만에 다시 만나 캐스팅 됐다.
- 이상숙, 김현균은 KBS 2TV 일일 드라마 《태양의 계절》 이후 6년 만에 다시 만나 캐스팅 됐다.
- 이보희, 이상숙은 KBS 2TV 주말 드라마 《수상한 삼형제》, KBS 2TV 주말 드라마 《왕가네 식구들》, KBS 2TV 주말 드라마 《오케이 광자매》 MBC 일일 드라마 《전생에 웬수들》, MBC 일일 드라마 《모두 다 쿵따리》, KBS 2TV 수목 드라마 《왜그래 풍상씨》, TV조선 토일 드라마 《빨간 풍선》 이후 여덟 번째로 다시 만나 캐스팅 됐다.
- 함은정, 이상숙은 KBS 1TV 일일 드라마 《수지맞은 우리》 이후 6개월 만에 다시 만나 캐스팅 됐다.
- 서준영, 이보희는 KBS 1TV 일일 드라마 《당신 뿐이야》 이후 14년 만에 다시 만나 캐스팅 됐다.
- 서준영, 박찬환은 KBS 2TV 일일 드라마 《천상의 약속》 이후 9년 만에 다시 만나 캐스팅 됐다.
- 이보희, 김애란, 이상숙은 SBS 주말 특별 기획 드라마 《조강지처 클럽》, KBS 2TV 주말 드라마 《수상한 삼형제》 이후 세 번째로 다시 만나 캐스팅 됐다.
- 홍석구 PD, 강성민은 KBS 1TV 일일 드라마 《힘내요 미스터 김》, KBS 2TV 주말 드라마 《미녀와 순정남》에 이어서 세 번째로 다시 만났다.
- 강성민, 이상숙은 SBS 아침 드라마 《청담동 스캔들》 이후 11년 만에 다시 만나 캐스팅 됐다.
- 박윤재, 강성민은 KBS 1TV 일일 드라마 《비켜라 운명아》 이후 7년 만에 다시 만나 캐스팅 됐다.
- 박윤재, 이가령은 MBC 일일 드라마 《불굴의 차여사》 이후 10년 만에 다시 만나 캐스팅 됐다.
- 박윤재, 남경읍은 MBC 일일 드라마 《빛나는 로맨스》 이후 12년 만에 다시 만나 캐스팅 됐다.
- 박윤재, 강경헌은 MBC 일일 드라마 《불굴의 며느리》 이후 15년 만에 다시 만나 캐스팅 됐다.
- 남경읍, 이상숙, 차민지는 MBC 일일 드라마 《나쁜 사랑》 이후 6년 만에 다시 만나 캐스팅 됐다.
- 공개된 포스터에 대한 반응이 좋은 편이다. 일일 드라마 포스터 치고 디자인이 제법 세련되보인다는 평을 받고 있다.
- KBS 2TV 일일 드라마 최초로 퀴어 막장 복수극이 되었다.[5]
- 오프닝 연출이 작가의 황금가면과 비슷하다.